# Бродский, Лев Аркадьевич
Лев Аркадьевич Бродский (22 марта (3 апреля) 1890, Одесса — после 1931) — живописец, педагог, театральный художник.

## Биография
Родился в 1890 году в семье помощника присяжного поверенного и общественного деятеля Арона (Аркадия) Ефимовича Бродского.
Учился в Московском университете на юриста. До революции был адвокатом и помощником присяжного поверенного.
С 1917 по 1918 годы работал в административно-госпитальской части Красного Креста. В 1919 году — адвокат.
С 1920 по 1921 годы — занимался культурно-просветительской работой в Красной Армии.
С 1921 по 1927 — юрисконсульт административного отдела Губисполкома.
С 1921 по 1929 — преподаватель Совпартшколы.
С 1923 года — член общества им. Костанди.
С 1929 по 1930 годы преподавал в Одесском музыкально-театральном училище и Одесском политехникуме изобразительных искусств. Был руководителем художественно-оформительской части Стамеровского театра.
В 1930 окончил живописный факультет Одесского художественного института, заступил в должность доцента театральной мастерской ОХИ, преподавал «освещение в театре».
В марте 1931 уволен, как он указывает в своём заявлении, в результате «незаслуженных и голословных обвинений». После чего перебрался в Москву.
Дальнейшая судьба не известна.

## Участие в выставках
- Выставки Товарищества южнорусских художников: XXV (1915), XXVII (1917), XXVIII (1918).
- Выставки общества независимых художников (1916—1919).
- Выставка Одесского общества изящных искусств (лето 1918).
- Выставки Общества им. К. К. Костанди (1925, 1927 и 1928).
- 2-я Всеукраинская художественная выставка (1929).